# Didz Hammond
Didz Hammond, właśc. David Jonathan Hammond (ur. 19 lipca 1981 w Reading) – angielski gitarzysta basowy. Od początku jego istnienia występował w zespole Cooper Temple Clause, gdzie grywał też na innych niż gitara basowa instrumentach. We wrześniu 2005 opuścił go, odpowiadając na propozycję wejścia do tworzonej wtedy przez Carla Barâta grupy Dirty Pretty Things. Nagrał z nią dwa albumy. W utworach zawartych na drugim z nich, Romance at Short Notice, poza grą na instrumentach Hammond udzielał się także wokalnie, wykonując na przykład balladę The North w całości. Występował w Dirty Pretty Things aż do rozpadu zespołu w październiku 2008.
Ze swoją partnerką, Anną, ma troje dzieci - syna i dwie córki o imionach: Nico (ur. 2005), Sonny (ur. 2007) i Sandy (ur. 2008).
Gra na żółto-czarnej Fender Precision Bass lub czerwonej gitarze basowej Burns Bison, ma też dwa półakustyczne gitary basowe marki Epiphone oraz różowe banjo. Posiada również dwie akustyczne gitary basowe marki Epiphone.
Był jednym z artystów, którzy zostali zaproszeni do urządzenia wnętrza znanego wcześniej pod nazwą "The Office" londyńskiego klubu "The Roxy".